# ファハド・アル・エネジ
ファハド・アル＝エネジ（Fahad Al Enezi、1988年9月1日 - ）はクウェート出身の同国代表サッカー選手。
2010年に行われたガルフカップの優勝に貢献。自身も最優秀選手に選出され、パルチザン・ベオグラードが獲得に動いた。

## タイトル

### チームタイトル
- 代表
  - 2010年 ガルフカップ 優勝

### 個人タイトル
- 2010年 ガルフカップ 最優秀選手

## 代表歴

### 出場大会など
- クウェート代表
  - 2010年 - ガルフカップ
  - 2011年 - AFCアジアカップ2011